# Красная поляна
Красная Поляна е селище от градски тип в Краснодарски край, Южна Русия.
Селището е административен център на Краснополянски селищен окръг (на руски: Краснополянский поселковый округ), който е част от Адлерски район на муниципалното образувание Град-курорт Сочи. Население - 4641 души.

## История
На това място е съществувал аул (с имена Арткуадж и Кбааде) на местни абхазки племена. Тук се съединяват 4 отряда на руските войски (21 май), подписан е манифест и е обявен краят на Кавказката война на 2 юни 1864 г. В чест на събитието мястото е наречено Романовск (на името на управляващата руска царска династия Романови) от главнокомандващия велик княз Михаил Николаевич.
След изселването на местните е основано ново селище през 1869 г. В него се заселват (1878) пришълци от Централна Русия, гръцки бежанци, естонци, които го наричат Красная Поляна. Селото получава статут на град и името Романовск на 19 юни 1899 г. Населеното място носи името Красная Поляна от края на 1920-те години. Има статут на селище от градски тип от 1950 г.

## Икономика
Икономическата активност се основава на туризма през зимата (Красная Поляна е нареждана сред най-престижните ски курорти в страната) и лятото. Функционират редица хотели и планински туристически център на „Газпром“.
Развито е селско стопанство, районът е известен със своя пчелен мед. Недалеч се намира Краснополянската водноелектрическа централа.

## Забележителности
- Гръцка църква „Св. Харлампий“
- „Ловна хижа“, построена за царя през 1901 г.
- Музей за история на Красна Поляна
- Музей на природата (при лесничейството)
- Паметник „Бронзов войник“ (2010)

## Спорт
В рамките на Зимните олимпийски и параолимпийски игри през 2014 г. (с център в Сочи) в района е планирано да се проведат съревнования по ски алпийски дисциплини, ски бягане, северна комбинация, ски свободен стил, биатлон, ски скокове, сноуборд, бобслей, спортни шейни, скелетон.